# الفرنكية القديمة
اللغة الفرنكية أو الفرانكونية القديمة (أو بشكل أقل صحة: الفرنكية القديمة) كانت اللغة التي تحدث بها الفرنجة الجرمانيون في البلدان المنخفضة وبعض المناطق المحاذية لفرنسا وألمانيا المعاصرتين في القرون من الرابع وحتى الثامن الميلاديين. وهي تنتمي إلى مجموعات اللغات الجرمانية الغربية. ويعتقد بأنها أدت إلى اللغات الفرانكونية الحديثة. وقد انحدر الفرنجة من القبائل الجرمانية التي استقرت في أجزاء من هولندا وغرب ألمانيا أوائل العصر الحديدي. ومنذ القرن 4 امتدوا إلى ما هو الآن جنوب هولندا وشمال بلجيكا. وفي القرنين الخامس والسادس الميلاديين وسعوا نطاق حدودهم وغزوا بلاد الغال الرومانية بالإضافة إلى بعض الولايات التابعة مثل بافاريا وتورينغن.